# Megalomyrmex iheringi
Megalomyrmex iheringi är en myrart som beskrevs av Auguste-Henri Forel 1911. Megalomyrmex iheringi ingår i släktet Megalomyrmex och familjen myror. Inga underarter finns listade i Catalogue of Life.